# Апиа (циклон)
Тайфун «Апиа» (англ. Apia cyclone) — тайфун в гавани Апиа в 1889 году.

## История
11 марта 1889 года к берегам Самоа приплыли семь военных кораблей, чтобы демонстрировать силу «великих» морских держав. США представляла эскадра в составе кораблей: Вандалия, Нипсик и Трентон; Германию — канонерские лодки Ольга, Эбер и Адлер. Флаг Великобритании развевался на военном корабле Каллиопа. Однако внезапный ураган сорвал эту демонстрацию.

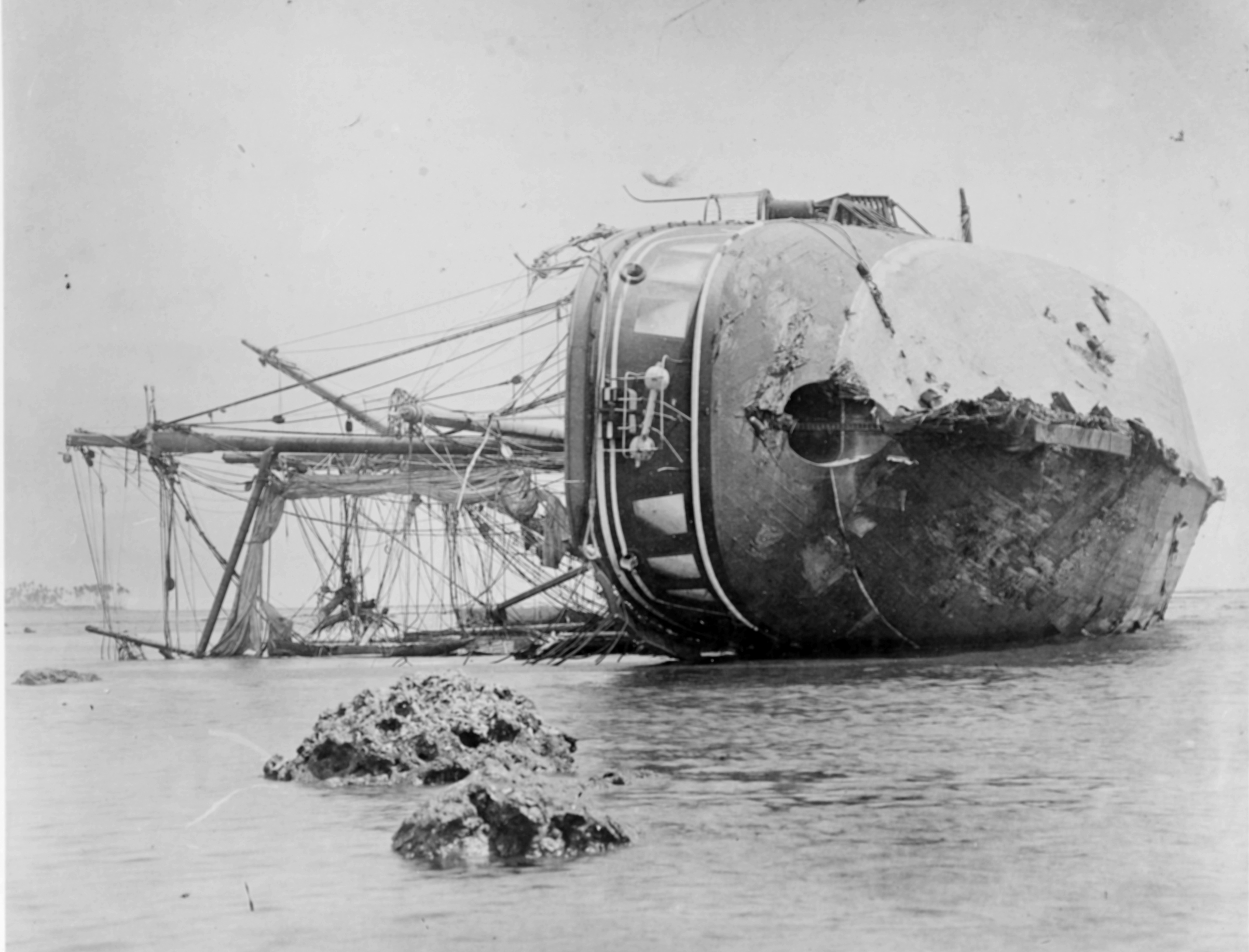
Немецкий корабль Adler

13 марта, после полудня, стрелка барометра стала стремительно падать, предвещая ураган. И действительно, вскоре на порт обрушился яростный шторм с дождем. Ветер дул с моря. Обычно в предвидении урагана суда покидали гавань: в открытом море легче маневрировать и противостоять стихии. На сей раз этого не сделали. Американский адмирал Левис Кимберлей решил не выводить из порта свои корабли. Следуя его примеру, командиры других кораблей также остались на месте. Они надеялись удержаться на якорях.
Тем временем ураган усиливался. Ворвавшиеся в порт гигантские волны начали раскачивать корабли, находившиеся в опасной близости друг от друга. Ольга и Адлер первыми оказались в аварийном состоянии. При столкновении они получили серьёзные повреждения корпусов. Затем об Ольгу ударился Нипсик, и у него почти у самой палубы срезало дымовую трубу. Из отверстия повалили густые черные клубы дыма. Они стлались по палубе, заполнили машинное и котельное отделения. Кочегары всеми силами пытались держать пар в котлах. Любой ценой надо было обеспечить работу машин. Люди задыхались в дыму.
Первая катастрофа произошла 15 марта. В этот день ураган достиг предельной силы. В пять часов утра первой жертвой стихии стал Эбер — самый малый корабль немецкой эскадры. Командир корабля приказал поднять якоря и по каналу выбраться в открытое море. Вокруг вздымались гигантские, как горы, волны. В какой-то момент корабль оказался на гребне одной из них. Волна подхватила Эбер и бросила его на рифы. Сильный удар в борт потряс корпус судна. Волна ушла дальше, а Эбер, лишенный её поддержки, стремительно полетел вниз. Не успев ещё обрести равновесия, корабль, подобно бильярдному шару, ударом новой волны был загнан в углубление в подводной части рифа. В мгновение ока он исчез с водной поверхности. Из более девяноста человек экипажа спаслись только один лейтенант и четверо матросов. Полуживых их выбросило на риф, а затем очередной волной перенесло далеко на берег.
Второй жертвой стал Нипсик. В семь часов утра он потерял все свои якорные цепи. Волной корабль отбросило в направлении берега. Ему повезло. Сев на мелководье песчаного пляжа, Нипсик пострадал не очень сильно. Экипаж поспешил удалиться подальше от места катастрофы корабля. Тем не менее, восемь человек погибло: их унесла в море отливная волна.
В восемь часов утра произошла катастрофа с Адлером. Видя, что якоря уже не держат и корабль несётся к рифам, командир Адлера, чтобы избежать судьбы Эбера, выбрал момент, когда корабль оказался на гребне волны и перерубил якорную цепь. Он наделся проскочить риф и выбраться в открытое море. Для такого манёвра требовался точнейший расчёт и везение, однако манёвры судна почти целиком определял ураган. В итоге Адлер был выброшен на плоскую часть рифа и опрокинулся на левый борт. Спаслась практически вся команда Адлера: только два матроса, решившие доплыть до берега, погибли в волнах. Лёжа на рифе, Адлер оказался в относительной безопасности. Даже самые страшные валы не могли сдвинуть корабль с места и вынести в открытый океан. Половина членов экипажа спустились на риф и нашли надёжную защиту за корпусом, остальные же остались на борту. Германский консул Кнаппе пытался подать спасательный линь на Адлер. Ему помогали самоанцы — те люди, в которых пару дней назад стреляли немцы. Наконец с Адлера на берег добрался один из офицеров. Он сказал, что на корабле осталась почти сотня членов экипажа. Самоанцы бросились в бушующее море и вновь протянули спасательный линь к Адлеру. Но вскоре он оборвался и немецким морякам весь день и всю следующую ночь пришлось просидеть на опрокинутом судне в нескольких сотнях метров от берега.
К восьми часам утра в порту оставалось только три уцелевших корабля: «Вандалия», «Ольга» и «Каллиопа». Они стояли почти рядом. Командир Каллиопы, опасаясь, что в конце концов его корабль столкнется с соседом, видел единственную возможность спасения в выводе корабля в открытое море. Для этого ему прежде всего надо было преодолеть узкий, шириной около 46 метров, участок канала, ведущего к морю. Проход был опасен, так как находился между рифами и ранее затопленными судами. Но командир пошел на риск. На полном ходу он повел корабль в канал. Иногда казалось, что волны и ветер сильнее корабельных машин, и Каллиопа не выгребет. Однако английский корабль медленно продвигался к цели. На пути его имелось ещё одно препятствие. Следовало преодолеть участок у выхода из канала, где на якорях стоял полузатопленный волнами Трентон. Этот американский корабль был обречен. Вода залила его корпус, погасли топки котлов. У выхода из канала проход был шире примерно в два раза, но океанские валы оказались здесь особенно мощными. Однако английский корабль благополучно преодолел опасность и вышел в открытое море.
Находившийся на Трентоне командующий эскадрой США адмирал Кимберлей рассказывал впоследствии, что для преодоления пути в полмили Каллиопе потребовалось два часа времени. Хотя английский корабль и не избежал повреждений, — он потерял якоря и цепи, имел разбитые шлюпки, порванную оснастку и такелаж, — все же он остался цел. Его корпус не пострадал, двигатели были исправны.
В 11 часов утра печальная участь постигла Вандалию: корабль наткнулся на рифы, получив множество пробоин, через которые хлынули океанские волны. Моряки безуспешно пытались протянуть спасательный линь на берег, однако гибли один за другим.
Бушующие волны и ветер расправились также с Трентоном. В 15 часов дня американский корабль потерял все свои якорные цепи и бесконтрольно понёсся по бухте. Вскоре он врезался в полузатопленную Вандалию, которая уже потеряла 43 человека. Уцелевшие моряки Вандалии перебрались на Трентон. В конце концов Трентон стал шестой и последней жертвой урагана. Американский корабль погрузился в воду по орудийные порты, но потерял всего одного матроса.
Больше всех повезло Ольге: корабль, дважды таранивший Трентон сумел благополучно разминуться с рифами и сесть на мель в западной части бухты. Это было единственное судно, не имевшее человеческих жертв.
Ещё сутки бушевал тропический циклон, но 17 марта он наконец стих. 19 марта в порт Апиа возвращалась Каллиопа. Печальная картина предстала перед глазами столпившихся на палубе моряков. Ещё недавно грозные корабли Ольга, Адлер, Нипсик, Вандалия и Трентон, а также семь торговых судов были повержены ураганом. Множество шхун прибрежного плавания лежало на берегу или затонуло в порту. От канонерской лодки Эбер не осталось и следа. На военных кораблях погибло 147 человек: 96 немцев и 51 американец. Под ударами океанских волн погибли также более ста самоанцев, пытавшихся спасти немецких моряков с Адлера.
Трентон и Ольга впоследствии был сняты с мелей, отремонтированы и продолжили службу. Адлер пролежал не тронутым на рифе несколько десятилетий. Его остов был разобран уже после Второй Мировой войны.
Шотландский писатель Роберт Стивенсон описал данные события в своем произведении A Footnote to History: Eight Years of Trouble in Samoa.